# Ukroboronprom
Ukroboronprom (UOP; ukrainska: Укроборонпром, Ukrainian Defence Industry) är en ukrainsk försvarskoncern som verkar inom utveckling, tillverkning, försäljning, reparation, modernisering och destruktion av vapen, militärt materiel och ammunition, delvis i samarbete med andra stater. Organisationen ägnar sig åt strategisk planering, interaktion med myndigheter, och koordinering med militära enheter. Ukroboronprom håller på att reformeras, och planeras delas upp i två delar fokuserade på områdena försvar och aeronautik.